# Action sociale (parti politique)
Pour les articles homonymes, voir Action sociale et Action sociale (sciences sociales).
L’Action sociale (en italien, Azione Sociale, nom complet Azione Sociale con Alessandra Mussolini) était un parti politique italien d'extrême droite, fondé au départ par Alessandra Mussolini, comme membre de la fédération Alternative sociale (qui n'existe plus et qui la réunissait avec Forza Nuova).
Constituée en 2003, elle s'appelait alors Libertà di Azione (Liberté d'action) au moment où Alessandra Mussolini quitte l'Alliance nationale, notamment quand Gianfranco Fini lors d'un voyage en Israël qualifie son grand-père comme « le mal absolu du XXe siècle. »
La dénomination actuelle est donnée en 2004 lorsqu'elle est élue député européen. L'Action sociale a adhéré en 2008 au Peuple de la liberté de Silvio Berlusconi, ce qui a permis à Alessandra Mussolini d'être élue députée lors des élections législatives des  13 et 14 avril 2008.